# Trzęsienie ziemi w Colimie (2003)
Trzęsienie ziemi w Colimie w 2003 roku – trzęsienie ziemi o sile 7,8 stopni w skali Richtera, które nastąpiło 21 stycznia 2003 roku o 21:06 czasu lokalnego, w południowo-zachodniej części Meksyku, w stanie Colima. W wyniku trzęsienia, śmierć poniosło 29 osób, a rannych zostało 300 osób.
Trzęsienie ziemi zniszczyło około 2000 domów, a kolejne 6615 zostało poważnie uszkodzonych. Ponad 10 tysięcy osób straciło dach nad głową. W wyniku wstrząsów najbardziej ucierpiało miasto Villa de Álvarez, które było położone najbliżej epicentrum. Akcję ratunkową utrudniał brak prądu oraz zniszczenie głównej drogi dojazdowej do regionu objętego kataklizmem.